# UA Comix
UA Comix Publishing (Ukrainian Assembly Comix) — українське видавництво коміксів, розташоване в місті Львів, засноване Богданом Кордобою у 2017 році. Видавництво видає власні мальописи та ліцензовані переклади іноземних серій під власним імпринтом Other Comix. А з 2022 року після початку повномасштабного вторгнення опікується дружнім видавництвом RedRoomComix.

## Співробітництво
У 2025 році виходить серія кліматичних мальописів «Горять дедлайни», де в ролі персонажів виступають персоніфіковані екосистеми, на замовлення громадської організації «Екодія».